# Camilo Castelo Branco
Camilo Ferreira Botelho Castelo Branco (Mártires, Lisboa, 16 de março de 1825 – São Miguel de Seide, Vila Nova de Famalicão, 1 de junho de 1890) foi um escritor, romancista, cronista, crítico, dramaturgo, historiador, poeta e tradutor português. Foi o 1.º Visconde de Correia Botelho, título concedido pelo rei D. Luís. É um dos escritores mais populares, proeminentes e prolíferos da literatura portuguesa, especialmente do século XIX.

## Biografia
Castelo Branco teve uma vida atribulada, que lhe serviu muitas vezes de inspiração para as suas novelas. Foi o primeiro escritor de língua portuguesa a viver exclusivamente de seus escritos literários. Apesar de ter de escrever para o público, sujeitando-se assim aos ditames da moda, conseguiu manter uma escrita muito original.
Dentro da sua vasta obra, também se encontra sua colaboração na autoria em diversas publicações periódicas como O Panorama, a Revista Universal Lisbonense, A illustração luso-brasileira (1856–1859), Revista Contemporânea de Portugal e Brasil  (1859–1865), Archivo pittoresco (1857–1868), A Esperança  (1865–1866), Gazeta Literária do Porto  (1868) (também chamada de Gazeta de Camilo Castelo Branco devido à sua extensa colaboração como redator), a revista literária República das Letras  (1875), Ribaltas e Gambiarras  (1881), A illustração portugueza (1884–1890), Lisboa creche: jornal miniatura  (1884) e, a título póstumo, nas publicações periódicas A semana de Lisboa (1893–1895), Serões (190 1–1911), Azulejos (1907–1909) e Feira da Ladra (1929–1943).

### Vida
Camilo Castelo Branco nasceu em Lisboa, numa casa da Rua da Rosa (actualmente com os n.os 5 a 13), a 16 de março de 1825. Oriundo de família da aristocracia, foi batizado a 14 de abril de 1825, na freguesia dos Mártires, em Lisboa, como filho ilegítimo de Manuel Joaquim Botelho Castelo Branco, nascido na casa dos Correia Botelho em São Dinis, Vila Real, a 17 de agosto de 1778 e que teve vida errante entre Vila Real, Viseu e Lisboa, onde faleceu a 22 de dezembro de 1835. A sua mãe era Jacinta Rosa do Espírito Santo Ferreira (Sesimbra, Santiago, 27 de janeiro de 1799 – 6 de fevereiro de 1827), com quem  Joaquim Botelho Castelo Branco não se casou mas de quem teve os seus dois filhos - Carolina Rita Botelho Castelo Branco, nascida a 24 de março de 1821 em Socorro, Lisboa, e Camilo. Oficialmente, eram filhos de mãe incógnita.
Ficou órfão de mãe quando tinha dois anos de idade e de pai aos dez, o que lhe criou um carácter de eterna insatisfação com a vida. Foi recolhido, em 1835, por uma tia de Vila Real e depois em Vilarinho de Samardã, em 1839, por sua irmã mais velha, Carolina, recebendo educação irregular ministrada por dois padres de província.
Na adolescência, formou-se lendo os clássicos portugueses e latinos e literatura eclesiástica e contactando a vida ao ar livre transmontana.
Com apenas 16 anos, a 18 de agosto de 1841, casou na igreja paroquial do Salvador, em Ribeira de Pena, com Joaquina Pereira de França (Gondomar, São Cosme, 23 de novembro de 1826 – Ribeira de Pena, Friúme, 25 de setembro de 1847), filha dos lavradores Sebastião Martins dos Santos, de Gondomar, São Cosme, e de Maria Pereira de França, instalando-se em Friúme. O casamento precoce parece ter resultado de mera paixão juvenil e não resistiu muito tempo, embora tenha nascido uma filha, Rosa (1843-1848). No ano seguinte, prepara-se para ingressar na universidade, indo estudar com o Padre Manuel da Lixa, em Granja Velha.
O seu carácter instável, irrequieto e irreverente leva-o a amores tumultuosos: em 1846 conhece Patrícia Emília do Carmo de Barros (Vila Real, 1826 – 15 de fevereiro de 1885), órfã de Luís Moreira da Fonseca e de sua mulher Maria José Rodrigues, que vivia com D. Rita Moreira, sua tia e madrinha, parente de Camilo por ser sogra de uma das suas primas. Patrícia Emília tinha então 20 anos e participava nos saraus artísticos de D. Rita em Vila Real, onde se terão conhecido. Patrícia acompanha Camilo até ao Porto, onde são capturados e enviados para a Cadeia da Relação, onde dão entrada a 12 de Outubro de 1846, e são soltos a 23 de Outubro do mesmo ano, Camilo acusado de raptar a companheira. Em 1847 encontram-se novamente em Vila Real, a viver maritalmente. Desta união nasce Bernardina Amélia (1848-1931), que é colocada na roda dos expostos e entregue a uma ama e posteriormente à freira Isabel Cândida Vaz Mourão do Convento de São Bento de Avé-Maria, esta também amante de Camilo por volta de 1851.
Em 1849, inicia correspondência com Maria da Felicidade do Couto Browne, anfitriã de salões literários no Porto, e casada com um mercador de vinhos. Surgem rumores que a esta troca de versos é a declaração pública de um romance entre os dois. Maria da Felicidade, cinquentenária, era bem mais velha do que Camilo, que tinha apenas 22 anos. Esta situação é alvo de controvérsia, e leva a que o filho de Maria da Felicidade, Ricardo Browne troque com o escritor "sopapos, chicotadas e bengaladas em público". Este desentendimento leva a que os dois participem num duelo que ocorre anos depois na Afurada; Camilo sai ferido na perna.

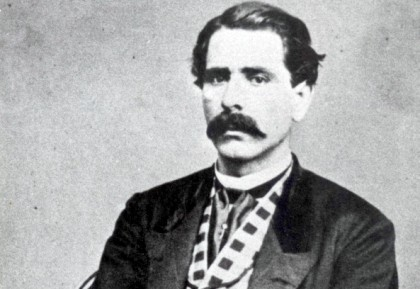
Camillo Castelo Branco em 1850

Ainda a viver com Patrícia Emília do Carmo de Barros, Camilo publicou n'O Nacional correspondências contra José Cabral Teixeira de Morais, Governador Civil de Vila Real, com quem colaborava como amanuense.
Esse posto, segundo alguns biógrafos, teria surgido a convite, após sua participação na Revolta da Maria da Fonte, em 1846, em que terá combatido ao lado da guerrilha miguelista. Devido a essa desavença, é espancado por «Olhos-de-Boi», esbirro do Governador Civil.
As suas irreverentes correspondências jornalísticas valeram-lhe, em 1848, nova agressão a cargo de Caçadores 3.
Camilo abandona Patrícia nesse mesmo ano, fugindo para a casa da irmã, na altura residente em Covas do Douro. Tenta então, no Porto, o curso de Medicina, que não conclui, optando depois por Direito. A partir de 1848, faz uma vida de boémia repleta de paixões, repartindo o seu tempo entre os cafés e os salões burgueses e dedicando-se entretanto ao jornalismo. Em 1850, toma parte na polémica entre Alexandre Herculano e o clero, publicando o opúsculo O Clero e o Sr. Alexandre Herculano, defesa que desagradou a Herculano.
Apaixona-se por Ana Plácido e, quando esta se casa, em 1850, tem uma crise de misticismo, chegando a frequentar o seminário, que abandona em 1852.
Ana Plácido tornara-se mulher do negociante Manuel Pinheiro Alves, um brasileiro de torna-viagem que o inspira como personagem em algumas de suas novelas, muitas vezes com carácter depreciativo. Camilo seduz e rapta Ana Plácido. Depois de algum tempo a monte, são capturados e julgados pelas autoridades. Naquela época, o caso emocionou a opinião pública, pelo seu conteúdo tipicamente romântico de amor contrariado, à revelia das convenções e imposições sociais. Foram ambos enviados para a Cadeia da Relação, no Porto, onde Camilo conheceu e fez amizade com o famoso salteador Zé do Telhado. Com base nessa experiência, escreveu Memórias do Cárcere. Depois de absolvidos do crime de adultério pelo juiz José Maria de Almeida Teixeira de Queirós (pai de José Maria de Eça de Queirós), Camilo e Ana Plácido passaram a viver juntos, contando ele 38 anos de idade.
Em 1857 passou dois meses em Arga de São João, na Serra da Arga, freguesia serrana de Caminha, altura em que escreve os romances "Carlota Ângela" e "Cenas da Foz", assim como assume o lugar de redactor principal no jornal A Aurora do Lima e é quando surge Ana Plácido.
Em 1858, por proposta de Alexandre Herculano, foi eleito sócio-correspondente da Academia das Ciências de Lisboa.
Em 1860, aos 35 anos, refugia-se na Casa do Ermo, situada na Freguesia de Paços, concelho de Fafe.
Em 1864, após a morte do ex-marido de Ana Plácido (falecido a 15 de julho de 1863), o casal vai viver para uma casa, em São Miguel de Seide, que o pretenso filho do comerciante recebera por herança do pai — ao que tudo indica, era, na verdade, filho de Camilo.
Em fevereiro de 1869, recebeu do governo da Espanha a comenda de Carlos III.
Em 1870, devido a problemas de saúde, Camilo vai viver para Vila do Conde, onde se mantém até 1871. Foi aí que escreveu a peça de teatro «O Condenado» (representada no Porto em 1871), bem como inúmeros poemas, crónicas, artigos de opinião e traduções.
Outras obras de Camilo estão associadas a Vila do Conde. Na obra «A Filha do Arcediago», relata a passagem de uma noite do arcediago, com um exército, numa estalagem conhecida por Estalagem das Pulgas, outrora pertencente ao Mosteiro de São Simão da Junqueira e situada no lugar de Casal de Pedro, freguesia da Junqueira (Vila do Conde). Camilo dedicou ainda o romance «A Enjeitada» a um ilustre vilacondense seu conhecido, o Dr. Manuel Costa.
Entre 1873 e 1890, Camilo deslocou-se regularmente à vizinha Póvoa de Varzim, perdendo-se no jogo e escrevendo parte da sua obra no antigo Hotel Luso-Brazileiro, junto do Largo do Café Chinês. Reunia-se com personalidades de notoriedade intelectual e social, como o pai de Eça de Queirós, José Maria de Almeida Teixeira de Queirós, magistrado e Par do Reino, o poeta e dramaturgo poveiro Francisco Gomes de Amorim, Almeida Garrett, Alexandre Herculano, António Feliciano de Castilho, entre outros. Sempre que vinha à Póvoa, convivia regularmente com o Visconde de Azevedo no Solar dos Carneiros.
Francisco Peixoto de Bourbon conta que Camilo, na Póvoa, «tendo andado metido com uma bailarina espanhola, cheia de salero, e tendo gasto, com a manutenção da diva, mais do que permitiam as suas posses, acabou por recorrer ao jogo na esperança de multiplicar o anémico pecúlio e acabou, como é de regra, por tudo perder e haver contraído uma dívida de jogo, que então se chamava uma dívida de honra».
A 17 de setembro de 1877, Camilo viu morrer na Póvoa de Varzim, aos 19 anos, Manuel Plácido Pinheiro Alves, primeiro filho de Ana Plácido, que foi sepultado no cemitério do Largo das Dores. Vários biógrafos argumentam que Manuel Plácido não seria filho de Camilo nem de Pinheiro Alves, aventando a hipótese de ser resultado duma relação de Ana Plácido com António Ferreira Quiques.
Camilo era conhecido pelo mau feitio. Na Póvoa, mostrou outro lado. Conta António Cabral, nas páginas d'«O Primeiro de Janeiro» de 3 de junho de 1890: «No mesmo hotel em que estava Camilo, achava-se um medíocre pintor espanhol, que perdera no jogo da roleta o dinheiro que levava. Havia três semanas que o pintor não pagava a conta do hotel, e a dona, uma tal Ernestina, ex-actriz, pouco satisfeita com o procedimento do hóspede, escolheu um dia a hora do jantar para o despedir, explicando ali, sem nenhum género de reservas, o motivo que a obrigava a proceder assim. Camilo ouviu o mandado de despejo, brutalmente dirigido ao pintor. Quando a inflexível hospedeira acabou de falar, levantou-se, no meio dos outros hóspedes, e disse: — A D. Ernestina é injusta. Eu trouxe do Porto cem mil reis que me mandaram entregar a esse senhor e ainda não o tinha feito por esquecimento. Desempenho-me agora da minha missão. E, puxando por cem mil reis em notas, entregou-as ao pintor. O espanhol, surpreendido com aquela intervenção que estava longe de esperar, não achou uma palavra para responder. Duas lágrimas, porém, deslizaram-lhe silenciosas pelas faces, como única demonstração de reconhecimento.»
Em 1885, é-lhe concedido, pelo rei D. Luís, o título de Visconde de Correia Botelho, que lhe havia sido recusado inicialmente em 1870. Nesse ano, foi nomeado Académico Correspondente da Real Academia Sevillana de Buenas Letras.
A 9 de março de 1888, casa-se finalmente com Ana Plácido, na Rua de Santa Catarina, freguesia de Santo Ildefonso, no Porto. Estiveram presentes Ricardo Jorge, o cónego da Sé do Porto, António Alves Mendes da Silva Ribeiro (1838-1904), o capitalista Joaquim Ferreira Moutinho (1833-1914) e João António de Freitas Fortuna (1840-1899), melhor amigo de Camilo, em cujo jazigo Camilo pediu para ser sepultado.
Em 1889, fundou, com Tomás Ribeiro, o periódico O Mensageiro.
Camilo passa os últimos anos da vida ao lado dela, não encontrando a estabilidade emocional por que ansiava. As dificuldades financeiras, a doença e os filhos incapazes (considera Nuno um desatinado e Jorge enlouqueceu) dão-lhe enormes preocupações.

### Sífilis, cegueira e suicídio
Desde 1865 que Camilo começa a sofrer de graves problemas visuais (diplopia e cegueira nocturna). Era um dos sintomas da temida neurossífilis, o estado terciário da sífilis ("venéreo inveterado", como escreveu em 1866 a José Barbosa e Silva), de que supostamente sofreria, que, além de outros problemas neurológicos, provocava-lhe cegueira, aflitivamente progressiva e crescente, que lhe ia atrofiando o nervo óptico, impedindo-o de ler e de trabalhar capazmente, mergulhando-o cada vez mais em trevas e em desespero suicidário. Ao longo dos anos, Camilo consultou os melhores especialistas em busca de uma cura, mas em vão. A 21 de maio de 1890, dita esta carta ao então famoso oftalmologista aveirense, Dr. Edmundo de Magalhães Machado:
Illmo. e Exmo. Sr.,
Sou o cadáver representante de um nome que teve alguma reputação gloriosa n’este país durante 40 anos de trabalho. Chamo-me Camilo Castelo Branco e estou cego. Ainda há quinze dias podia ver cingir-se a um dedo das minhas mãos uma flâmula escarlate. Depois, sobreveio uma forte oftalmia que me alastrou as córneas de tarjas sanguíneas. Há poucas horas ouvi ler no Comércio do Porto o nome de V. Exa. Senti na alma uma extraordinária vibração de esperança. Poderá V. Exa. salvar-me?
Se eu pudesse, se uma quase paralisia me não tivesse acorrentado a uma cadeira, iria procurá-lo. Não posso. Mas poderá V. Exa. dizer-me o que devo esperar d’esta irrupção sanguínea n’uns olhos em que não havia até há pouco uma gota de sangue? Digne-se V. Exa. perdoar à infelicidade estas perguntas feitas tão sem cerimónia por um homem que não conhece.
Camilo Castelo Branco
A 1 de junho desse ano, o Dr. Magalhães Machado visita o escritor em Seide. Depois de examinar-lhe os olhos condenados, o médico, com alguma diplomacia, recomenda-lhe o descanso numas termas e depois, mais tarde, talvez se poderia falar num eventual tratamento. Quando Ana Plácido acompanhava o médico até à porta, eram três e um quarto da tarde, sentado na sua cadeira de balanço, desenganado e completamente desalentado, Camilo Castelo Branco disparou um tiro de revólver na têmpora direita. Mesmo assim, sobreviveu em coma agonizante até às cinco da tarde. Calculista e previdente como era, talvez que o pedido da presença do médico fosse já uma premeditação de Camilo para a execução tempestiva do seu acto desesperado. Haveria assim uma testemunha idónea do suicídio, que prestaria auxílio imediato a Ana Plácido, minorando-lhe assim a violência moral de deparar com o marido morto, caso estivessem sozinhos.
A 3 de junho, às seis da tarde, o seu cadáver chegava de comboio ao Porto e no dia seguinte, conforme o seu pedido, foi sepultado perpetuamente no jazigo de um amigo, João António de Freitas Fortuna, no cemitério da Venerável Irmandade de Nossa Senhora da Lapa. Camilo morreu sem ter feito testamento.
Contemporâneo de Camilo Castelo Branco e íntimo amigo desse autor, o prolífero escritor português Alberto Pimentel foi o primeiro dos biógrafos de Camilo, sendo a partir de então — especialmente pela obra Romance do Romancista (1890) — lembrado como uma das principais referências no que diz respeito aos estudos camilianos.

## Honrarias
- Grã-Cruz ou Grande Dignitário da Imperial Ordem da Rosa.[36]

## Descendência
Do casamento com Joaquina Pereira de França:
- Rosa Pereira de França Botelho Castelo Branco (Ribeira de Pena, Friúme, 25 de agosto de 1843 – 10 de março de 1848).

Da relação com Patrícia Emília do Carmo de Barros:
- Bernardina Amélia Castelo Branco (Vila Real, São Pedro, 25 de junho de 1848 – 1931), casada em Valbom a 28 de dezembro de 1865 com António Francisco de Carvalho, do Porto, filho de António Francisco de Carvalho Guimarães e de sua mulher Ana de Sousa. Nasceram deste casamento dois filhos: Camila Cândida, em 1867, e Camilo, em 1885.[20]

Da relação com Ana Augusta Vieira Plácido:  
- Manuel Augusto Plácido Pinheiro Alves (Porto, 11/08/1858 – Póvoa de Varzim, 17/09/1877);
- Jorge Camilo Plácido Castelo Branco (Lisboa, 26 de junho de 1863 – 10 de setembro de 1900);
- Nuno Plácido Castelo Branco (Vila Nova de Famalicão, São Miguel de Seide, 15 de setembro de 1864 – 1896), 1.º Visconde de São Miguel de Seide.

## Pseudónimos
Durante quase 40 anos, entre 1851 e 1890, escreveu mais de 260 obras, com a média superior a seis por ano. Prolífico e fecundo escritor, deixou obras de referência na literatura portuguesa.
Apesar de toda essa fecundidade, Camilo Castelo Branco não permitiu que a intensa produção prejudicasse a sua beleza idiomática ou mesmo a dimensão do seu vernáculo, transformando-o numa das maiores expressões artísticas e a sua figura num mestre da língua portuguesa. Além dos vários romances, deixou um legado enorme de textos inéditos, comédias, folhetins, poesias, ensaios, prefácios, traduções e cartas — tudo com assinatura própria ou os menos conhecidos pseudónimos, tais como:
- Manoel Coco
- Saragoçano
- A.E.I.O.U.Y
- Árqui-Zero
- Anastácio das Lombrigas[37]

## Estilo literário
Sua obra é predominantemente romântica.
Camilo gostaria de se situar acima das escolas literárias. Mas os modelos clássicos vão ter sempre peso na sua produção literária, embora também se deixe impressionar pela literatura misteriosa e macabra de Ann Radcliffe. Foi imensamente influenciado por Almeida Garrett. Contudo, a fidelidade à linguagem e aos costumes populares, ao cheiro do torrão (como aponta Jacinto do Prado Coelho), vai permanecer como uma das suas maiores qualidades. A crítica tem apontado que, se por um lado Camilo, nos enredos das suas novelas, com as suas peripécias mais ou menos rocambolescas, está claramente numa filiação romântica, por outro lado, nas explicações psicológicas, na maneira como analisa os sentimentos e ações das personagens, pelas justificações e explicações dos acontecimentos, pela crítica a determinado tipo de educação, não pode ser considerado simplesmente como romântico.
Jacinto do Prado Coelho considera-o «ideologicamente flutuante […] Camilo mantém-se um narrador de histórias românticas ou romanescas com lances empolgantes e situações humanas comoventes» e também diz que «o romantismo de Camilo é um romantismo em boa parte dominado, contido, classicizado» e que há ao «lado do seu alto idealismo romântico a viril contenção da prosa, um bom-senso ligado às tradições e a certo cânones clássicos, um realismo sui generis, de vocação pessoal que parece na razão directa da autenticidade do seu romantismo».
Eça de Queiroz publica a primeira versão de O Crime do Padre Amaro já depois da sua exposição nas Conferências do Casino acerca do realismo como nova expressão da arte. Isso faz com que Camilo, de certa maneira sentindo-se a perder terreno para o único prosador que podia ser seu rival, enverede em duas novelas, Eusébio Macário e A Brasileira de Prazins, para tentar ser mais realista. E o que é mais extremado do que o realismo? O naturalismo. O resultado é de um certo efeito cómico, porque Camilo, com a sua particular maneira de escrever, não se contém e acaba por fazer uma paródia do naturalismo.
No prefácio de Eusébio Macário, Camilo afirma que não tentou ridicularizar a escola realista e alega: «[…] tenho sido realista sem o saber. Nada me impede de continuar». E ainda: «Eu não conhecia Zola; foi uma pessoa da minha família que me fez compreender a escola com duas palavras: "É a tua velha escola com uma adjectivação de casta estrangeira, e uma profusão de ciência (…) Além disso tens de pôr a fisiologia onde os românticos punham a sentimentalidade: derivar a moral das bossas e subordinar à fatalidade o que, pelos velhos processos, se imputava à educação e à responsabilidade" compreendi e achei eu, há vinte e cinco anos, já assim pensava, quando Balzac tinha em mim o mais inábil dos discípulos.»
Portanto: Camilo tenta apanhar o comboio da nova escola realista e fá-lo de uma maneira que não é isenta de chacota.

## Temas recorrentes em Camilo
- a bastardia
- a orfandade
- os direitos do coração por oposição às convenções sociais
- amores contrariados
- adultérios e mancebias
- mulheres seduzidas e abandonadas
- mulheres apaixonadas e corajosas
- encontros, desencontros e reencontros
- as relações familiares
- o sentido metafísico de raiz cristã
- ofensas, rancores, vinganças e assassinatos
- os brasileiros de torna-viagem
- o anticlericalismo
- heranças e morgadios
- peripécias jurídicas
- o arrivismo, a baixeza e o grotesco de alguns políticos
- a fidelidade, desapego e generosidade do povo
- a brutidão, a estupidez, as manhas e a velhaquice de certo povo
- o egoísmo, a ingratidão, a mesquinhez e a soberba de alguns fidalgos/burgueses
- a generosidade e a nobreza de outros fidalgos
- velhos-ricos, novos-ricos, arrivistas e caçadores de fortunas
- padres, frades e freiras
- mulheres enclausuradas
- vícios da burguesia
- genealogias e linhagens
- historiografia obscura
- oposição entre miguelistas e liberais

## Principais obras
- Anátema (1851)
- Mistérios de Lisboa (1854)
- A Filha do Arcediago (1854) (eBook)
- Livro negro do Padre Dinis (1855)
- A Neta do Arcediago (1856) (eBook)
- Onde Está a Felicidade? (1856)
- Um Homem de Brios (1856)
- O Sarcófago de Inês (1856)
- Lágrimas Abençoadas (1857) (eBook)
- Cenas da Foz (1857) (eBook)
- nine das nitez (1858) (eBook)
- Vingança (1858)
- nine das nines) (eBook)
- O Morgado de Fafe em Lisboa (Teatro, 1861)
- Doze Casamentos Felizes (1861)
- O Romance de um Homem Rico (1861)
- As Três Irmãs (1862)
- Amor de Perdição (1862) (eBook)
- Memórias do Carcere (1862)
- Coisas Espantosas (1862)
- Coração, Cabeça e Estômago (1862)
- Estrelas Funestas (1862) (eBook)
- Cenas Contemporâneas (1862) (eBook)
- Anos de Prosa (1863) (eBook)
  - A Gratidão (incluído no volume Anos de Prosa) (eBook)
  - O Arrependimento (incluído no volume Anos de Prosa) (eBook)
- Aventuras de Basílio Fernandes Enxertado (1863)
- O Bem e o Mal (1863)
- Estrelas Propícias (1863) (eBook)
- Memórias de Guilherme do Amaral (1863)
- Agulha em Palheiro (1863) (eBook)
- Noites de Lamego (1863)
- Amor de Salvação (1864) (eBook)
- A Filha do Doutor Negro (1864)
- Vinte Horas de Liteira (1864)
- O Esqueleto (1865)
- A Sereia (1865)
- A Enjeitada (1866)
- O Judeu (1866)
- O Olho de Vidro (1866) (eBook)
- A Queda dum Anjo (1866) (eBook)
- O Santo da Montanha (1866)
- A Bruxa do Monte Córdova (1867)
- A doida do Candal (1867)
- O Senhor do Paço de Ninães (1867)
- Os Mistérios de Fafe (1868)
- O Retrato de Ricardina (1868)
- Os Brilhantes do Brasileiro (1869)
- A Mulher Fatal (1870)
- Livro de Consolação (1872) (eBook)
- A Infanta Capelista (1872) (conhecem-se apenas 3 exemplares deste romance porque D. Pedro II, imperador do Brasil, pediu a Camilo para não o publicar, uma vez que versava sobre um familiar da Família Real Portuguesa e da Família Imperial Brasileira)
- O Carrasco de Victor Hugo José Alves (1872) (eBook)
- A Freira no Subterrâneo (1872)
- O Regicida (1874) (eBook)
- A Filha do Regicida (1875)
- Maria Moisés (1876-1877)
- A Caveira da Mártir (1876) (ebook)
- Novelas do Minho (1875-1877) (eBook)
- A viúva do enforcado (1877) (ebook)
- Eusébio Macário (1879)
- A Corja (1880)
- A senhora Rattazzi (1880) (eBook)
- A Brasileira de Prazins (1882)
- O Assassino de Macario (eBook)
- D. Antonio Alves Martins: bispo de Vizeu (eBook)
- Folhas Caídas (eBook)
- O General Carlos Ribeiro (eBook)
- Luiz de Camões (eBook)
- Sá de Miranda (eBook)
- Salve, Rei! (eBook)
- Suicida (eBook)
- O vinho do Porto (1884) (eBook)
- Maria da Fonte (1885)
- Vulcões de Lama (1886)
- Voltareis ó Cristo? (eBook)
- Theatro comico: A Morgadinha de Val d'Amores; Entre a flauta e a Viola (eBook)
- A espada de Alexandre (eBook)
- O Condemnado: drama / Como os anjos se vingam : drama (eBook)
- Nas Trevas: Sonetos sentimentaes e humoristicos (eBook)
- O clero e o sr. Alexandre Herculano (1850) (digitalizado em Google)